# 1125

## Събития
- Основано е Абатство Сен Фюлин дю Рьолкс.

## Починали
- Бертхолд IV, немски граф
- Йосташ III, граф на Булон
- Отон II, маркграф на Маркграфство Майсен
- януари – Вилхелм II, граф на Макон
- 12 април – Владислав I, херцог на Бохемия
- 19 май – Владимир II, велик княз на Киевска Рус
- 23 май – Хайнрих V, император на Свещената Римска империя
- 21 октомври – Козма Пражки, бохемски свещеник
- 3 декември – Беренгар I, немски граф